# Gunther E. Rothenberg
Gunther Erich Rothenberg (* 11. Juli 1923 in Berlin; † 26. April 2004 in Canberra) war ein US-amerikanischer Offizier und Militärhistoriker deutscher Abstammung, der sich insbesondere mit der Napoleonischen Zeit befasste.

## Leben
Günther Erich Rothenberg wurde als Sohn des Kaufmanns Erich Rothenberg und der Lotte Cohn geboren, er hatte einen älteren Bruder.
Die Familie floh vor der deutschen Judenverfolgung 1937 über die Niederlande nach Großbritannien. 1939 ging er nach Palästina und schloss sich der zionistischen Jugendbewegung an. 1941 meldete er sich freiwillig in die britische Armee und wurde in Nordafrika verwundet. Danach war er in der militärischen Aufklärung in Italien, Jugoslawien und bis 1946 bei der Besetzung von Österreich. 1946 bis 1948 arbeitete er als Zivilist für den US-Geheimdienst und 1948 kämpfte er im israelischen Unabhängigkeitskrieg (in der Haganah und dann in der israelischen Armee) im Rang eines Hauptmanns. 1948 folgte er seiner Mutter in die USA und diente 1951 bis 1955 im Koreakrieg  in der US Air Force. Danach studierte er mit Unterstützung durch die G. I. Bill an der University of Illinois mit dem Bachelor-Abschluss 1954 und an der University of Chicago mit dem Master-Abschluss 1956 (General Crook and the Apaches, 1871–1874: the campaign in the Tonto basin). 1959 wurde er an der University of Illinois at Urbana-Champaign promoviert (Antemurales Christianitatis: then military border in Croatia, 1522–1749). Er lehrte an der Southern Illinois University und ab 1962 an der University of New Mexico, an der er eine volle Professur innehatte. Ab 1972 war er Professor an der Purdue University (Europäische Geschichte, Militärgeschichte) und lebte nach seiner Emeritierung 1999 in Melbourne und dann in Canberra, wo seine dritte Ehefrau Eleanor Hancock an der Australian Defense Force Academy lehrte. Rothenberg blieb bis zuletzt wissenschaftlich aktiv.
1985 war er als Fulbright Fellow am Australian Royal Military College in Duntroon. 1995 bis 2001 war er Visiting Fellow an der Monash University. 2003/04 war er im Advisory Board des Australian Army Journal.
Er galt als Experte für die Militärgeschichte der Napoleonischen Zeit, speziell der habsburgischen Armee, sowie allgemein Österreich-ungarischer Militärgeschichte von den Türkenkriegen des 16. Jahrhunderts bis zum Ersten Weltkrieg. Er stellte die Rolle des österreichischen Erzherzogs Karl als militärischer Gegner Napoleons heraus, der in der Schlacht bei Aspern dem Nimbus des immer siegreichen Napoleon einen ersten Kratzer anbrachte. Sein letztes in Australien fertiggestelltes Buch war der Schlacht bei Wagram von Napoleon gegen die Österreicher unter Erzherzog Karl gewidmet, die für Napoleon zwar noch einmal siegreich endete, bei der beide Seiten aber hohe Verluste erlitten.

## Auszeichnungen
- Distinguished Conduct Medal
- Medal for Merit

## Schriften (Auswahl)
- The military border in Croatia, 1522–1749, University of Chicago Press 1960 (Dissertation)
- The Military Border in Croatia, 1750–1888: a study of an imperial institution, University of Chicago Press 1966
  - Deutsche Übersetzung beider Bände: Die österreichische Militärgrenze in Kroatien. 1522 bis 1881, Herold 1970
- The army of Francis Joseph, Purdue University Press 1976
- The anatomy of the Israeli army, London, B. T. Batsford 1979
- Napoleon’s Great Adversaries: the Archduke Charles and the Austrian Army, 1792–1814, Indiana University Press 1982
- The Art of Warfare in the Age of Napoleon, Indiana University Press 1978
- The Napoleonic Wars, Harper Collins 2006
  - Deutsche Übersetzung: Die Napoleonischen Kriege, Brandenburgisches Verlagshaus 2000
- The Emperor’s Last Victory: Napoleon and the Battle of Wagram, Weidenfeld and Nicholson 2004

Einige Aufsätze und Buchbeiträge:
- The Austrian Army in the Age of Metternich, The Journal of Modern History, Band 40, 1968, S. 155–165.
- The Habsburg Army in the Napoleonic Wars, Military Affairs, Band 37, 1973, S. 1–5
- Nobility and Military Careers: The Habsburg Officer Corps, 1740–1914, Military Affairs, Band 40, 1976, S. 182–186
- The Origins, Causes, and Extension of the Wars of the French Revolution and Napoleon, Journal of Interdisciplinary History, Band 18, 1988, S. 771–793.
- The Austro-Hungarian Campaign Against Serbia in 1914, Journal of Military History, Band 53, 1989, S. 127–146.
- Moltke, Schlieffen and the doctrine of strategic envelopment, in: Peter Paret (Hrsg.), Makers of Modern Strategy: From Machiavelli to the Nuclear Age, Princeton: Princeton University Press, 1986
- Maurice of Nassau, Gustavus Adolphus, Raimondo Montecuccoli and the „Military Revolution“ of the 17th century, in: Peter Paret (Hrsg.), Makers of Modern Strategy: From Machiavelli to the Nuclear Age, Princeton: Princeton University Press, 1986